# 游騎兵計畫

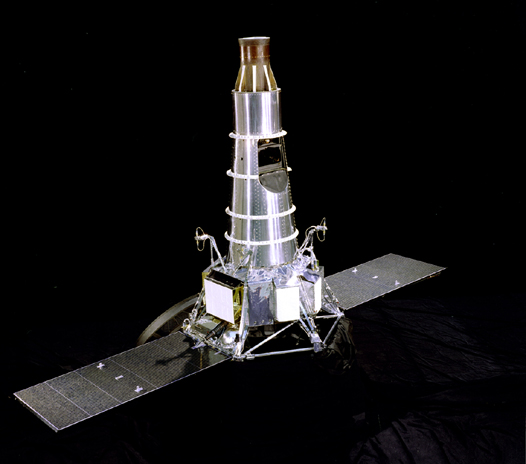
游騎兵7號

游騎兵計划是美國在1960年代進行的系列無人太空任務之一，其目的是拍攝最早的月球表面近攝照片。游騎兵太空船被設計成撞擊月球的表面，並在撞毀之前將影像傳回地球。
游騎兵的原始設計開始於1959年，被區分為三個不同的階段，稱為模組。每個模組有不同的任務和使命，並逐步的提升系統的設計。噴射推進實驗室的設計師在每個模組中設計多次的發射，以獲取最大化的工程經驗和科學價值，並至少完成一次成功的飛行。游騎兵系列（從1號到9號）整體的研究、發展、發射和支援的花費大約是一億七千萬美元。

## 游騎兵太空船
每艘游騎兵太空船攜帶六架照相機，這些照相機基本上是相同的但有曝光時間、視野、鏡頭、和掃描速率的差異。這些相機系統被分為兩個頻道：部分（P）和全景（F），每個頻道有自己獨立的電源、計時器、和傳送裝置。F-頻道有兩部照相機：廣角的A-相機和窄視野的B-相機。P-頻道有4部照相機：P1和P2是窄視野，P3和P4是廣角。F-頻道的最後影像在撞擊前2.5秒至5秒之間（高度大約5公里），P-頻道大約在撞擊前0.2至0.4秒（高度大約600米）拍攝最後一張影像。這些影像的解析度被證明比地球上的觀測好上1000倍。 

## 任務列表

### 模組1的任務

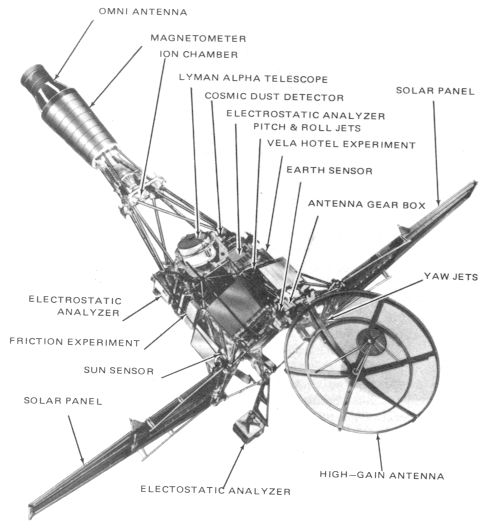
游騎兵模組1太空船圖示（NASA）。

- 游騎兵1號：1961年8月3日發射，月球原型機，發射失敗。
- 游騎兵2號：1961年11月18日發射，月球原型機，發射失敗。

模組1，由在1961年的兩次太空船發射組成，是為了測試擎天神-愛琴娜運載火箭和航太設備，只打算進入地球軌道，並未企圖前往月球。
在游騎兵之前，多數現在認可的航太技術都未經過測試。也許，其中最重要的是三軸狀態的穩定性，意味著太空船相對於太空的位置是固定的，而不是靠著自轉來穩定。這樣能讓巨大的太陽能板指向太陽，大的天線朝向地球，照相機和其它定向的科學感測器，都能適當的指向目標。在太空船上攜帶火箭燃料是另一項關鍵性的重要技術，需要足夠精確才能抵達月球或遙遠行星的目標。
另一方面，也發展出太空船和地面基地間的雙向溝通和閉環追蹤，和使用車載計算機和地面指令序列的整合，所有必須發展的技術都要在飛行中測試。不幸的是，早期版本發射太空船的問題，讓游騎兵1號和游騎兵2號只短暫的工作，不能在低地球軌道上穩定自己，以收集太陽能或活的久一點。在1962年，噴射推進實驗室利用游騎兵1號和游騎兵2號設計出失敗的水手1號和成功進入深太空抵達金星的水手2號。

### 模組2的任務

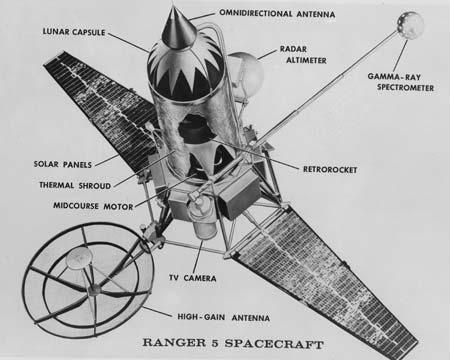
游騎兵模組2太空船圖示（NASA）。

- 游騎兵3號：1962年1月26日發射，月球探測器，太空船失敗錯過了月球。
- 游騎兵4號：1962年4月23日發射，月球探測器，太空船撞毀而失敗。
- 游騎兵5號：1962年10月18日發射，月球探測器，太空船失敗錯過了月球。

游騎兵計畫的模組2在1962年發射3艘重331公斤的太空船前往月球，攜帶了電視攝影機、一個輻射偵查器、和一個地震儀，安置在一個有緩降火箭推進器包裝在膠囊內，希望在低速撞擊月球表面下仍能存活。這三次發射證明阿特拉斯-愛琴娜B是性能良好的太空船發射載具，但不幸的是並非所有的設備都是如此。游騎兵3號 發射進入深太空，但是一個不正確的延遲過程，使他完全錯過了月球。游騎兵4號有完美的發射，但是太空船完全不能運作。專案團隊追蹤到地震儀膠囊撞擊到月球背面釋放出的信號，驗證了通訊及導航系統。游騎兵5號不僅錯過了月球，也不能運作。從這些任務中沒有獲得重大的科學資訊。
回顧模組2的結果，發現在之前的任務中使用的一種二極體在太空的條件中有金板剝離的問題，這可能是導致失敗的主因  （页面存档备份，存于）。

### 模組3的任務

游騎兵模組3太空船圖示（NASA）。

撞擊前攝影

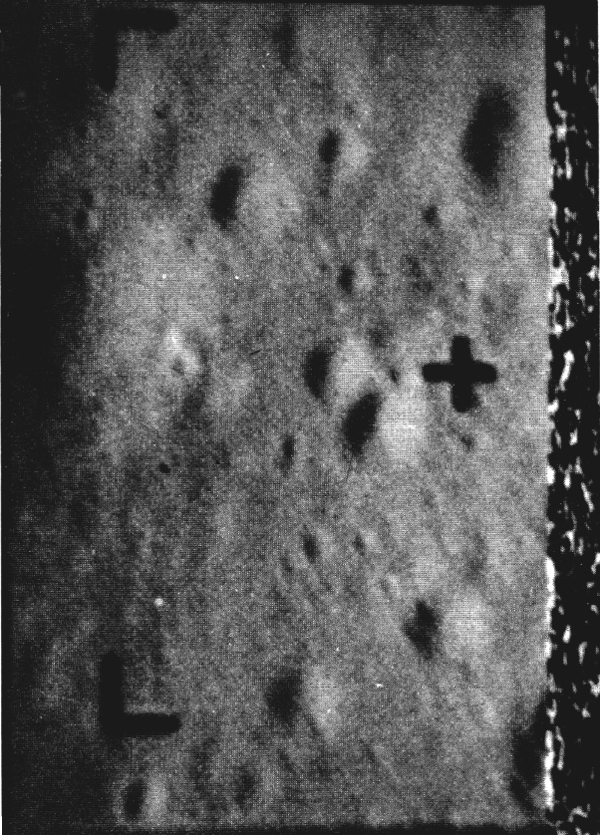
極度靠近表面

- 游騎兵6號：1964年1月30日發射，月球太空船，撞擊月球，攝影機失靈。
- 游騎兵7號：
  - 發射日期：1964年7月28日
  - 撞擊月球：1964年7月31日13:25:49 UT
  - 撞擊位置：知海，南緯10.35,東經339.42
- 游騎兵8號
  - 發射日期：1965年2月17日
  - 撞擊月球：1965年2月20日09:57:37 UT
  - 撞擊位置：寧靜海，北緯2.67，東經24.65
- 游騎兵9號
  - 發射日期：1965年3月21日
  - 撞擊月球：1965年3月24日14:08:20 UT
  - 撞擊位置：阿方薩斯坑，南緯12.83，東經357.63

游騎兵模組3在1964-65年具體的進行了4次發射。這些太空船值得誇耀的電視攝影機，在設計上能在接近月球時觀察月球的表面。它們能詳細的顯示比地面望遠鏡看見的更小範圍的細節，最佳的可以達到洗手槽的大小。這個新系列的第一艘，游騎兵6號，有一次完美的飛行，只是電視攝影機因為飛行事故而不能使用，未能取得任何的圖片。
後續的三艘游騎兵，使用重新設計的電視攝影機，獲得完全的成功。游騎兵7號拍攝下的目標平原，位於哥白尼坑南方，很快的被命名為知海。從他的六架照相機總共發送超過4,300張影像給守候著的科學家與工程師。這批新的影像顯示即使在看似平坦與空曠的平原，坑洞依然是月球表面主要的特徵。巨大的坑穴會有小坑穴重疊在其上，並且有極小的撞擊痕跡，可以分辨的大小迅速的提升 － 大約達到50公分（16英吋）。從哥白尼坑和其他幾個大坑穴輻射出來的淺色劃痕，原來是由主撞擊濺射而出的小坑穴和碎片組成的鏈和網。
在1965年2月，游騎兵8號以傾斜的路徑掃掠過風暴洋和雲海，撞擊在寧靜海，該處是4年半之後阿波羅11號的登陸地點。它累積的影像超過7,000張，覆蓋得更廣泛的區域和加強了游騎兵7號的結論。大約一個月之後，游騎兵9號降落在直徑90公里的阿方薩斯坑。它的5,800張影像，利用低角度陽光的長處和同軸嵌套，提供火山口對火山口的強烈對比，有效的呈現月球表面高低起伏的輪廓。
因此，長期以來的困擾給了系統工程師大量的啟發和教導，但科學家獲得的很少，游騎兵計畫的最後三次航程，給了他們極慾一見的影像，增進了月球科學家大量有關月球表面的知識。

## 外部連結
- NASA_FACTS_Volume_2_number_6_PROJECT_RANGER on wikisource
- Lunar Impact: A History of Project Ranger (PDF) 1977 （页面存档备份，存于）
- Lunar Impact: A History of Project Ranger (HTML) （页面存档备份，存于）

這兩個鏈結是整本的圖書。單一的HTML，請滾動滑鼠點選以下章節的鏈結：
- Ranger Program Page by NASA's Solar System Exploration
- Exploring the Moon: The Ranger Program （页面存档备份，存于）
- Ranger Photography of the Moon （页面存档备份，存于） Lunar and Planetary Institute
- NASA History Series Publications（页面存档备份，存于） (many of which are on-line)